# Szczodrzenica sitowata
Szczodrzenica sitowata (Spartium junceum L.) – gatunek rośliny z monotypowego rodzaju szczodrzenica (Spartium) z rodziny bobowatych. Rośnie w makii, na suchych zboczach, w świetlistych lasach, zwykle na skałach wapiennych; w basenie Morza Śródziemnego. Kwitnie od maja do sierpnia. Roślina jest rozprzestrzeniona szeroko jako ozdobna i rośnie też zdziczała na obszarach suchych w południowej Europie, w Azji, Ameryce Północnej i Południowej. Z kwiatów wytwarza się żółty barwnik, a pędy wykorzystuje się w plecionkarstwie, do wyrobu koszyków. Pozyskuje się z nich także włókna o długości 20–30 cm, wykorzystywane do wyrobu nici, powrozów, sieci rybackich i wyrobu tkanin. Ziele zawiera także alkaloidy mające działanie przeczyszczające, przeciwwymiotne i moczopędne. Powodowały one także zatrucia, zwłaszcza gdy mylono kwiaty szczodrzenicy z kwiatami żarnowca miotlastego, z których wyrabiano wino.

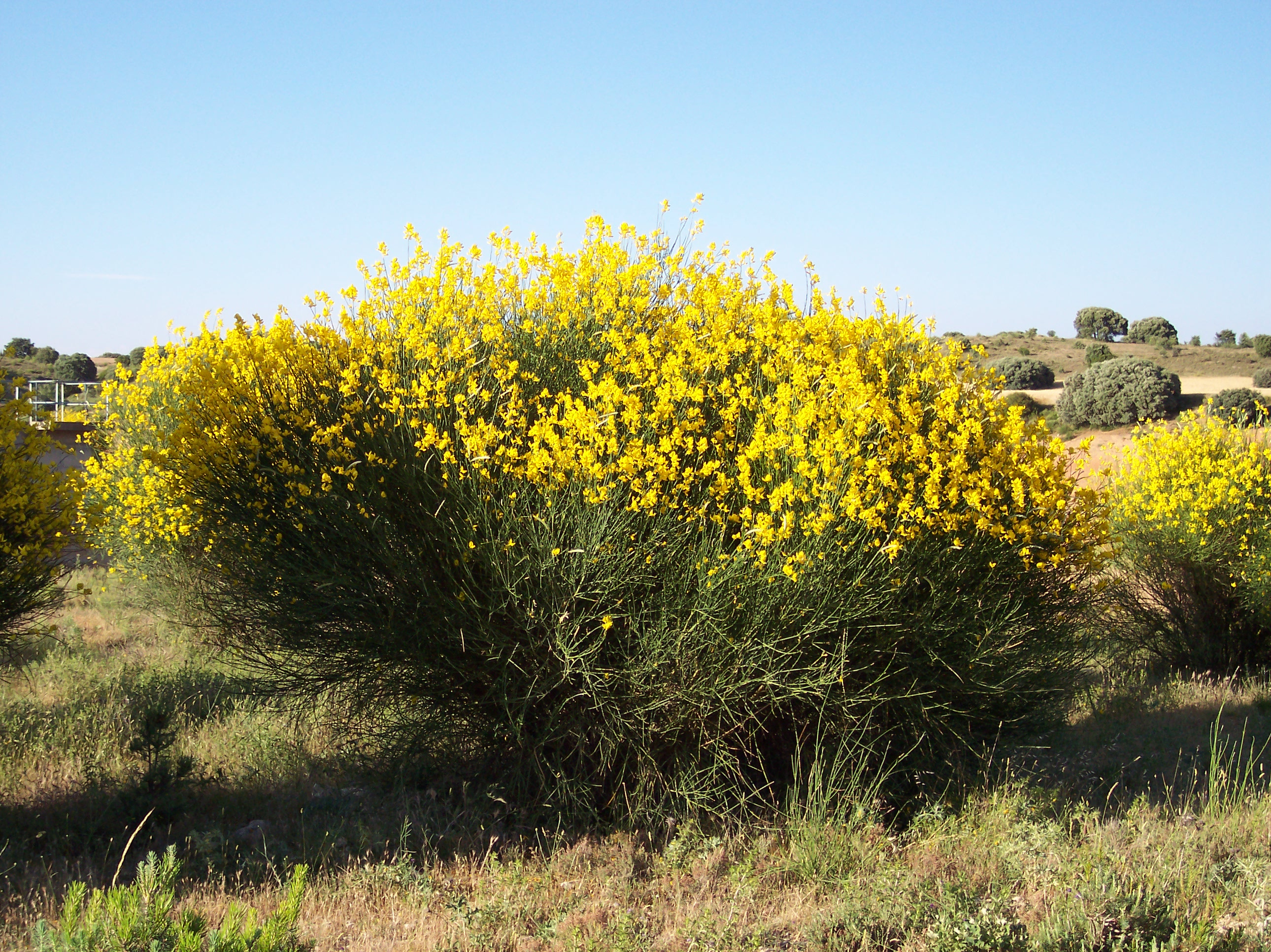
Pokrój krzewu

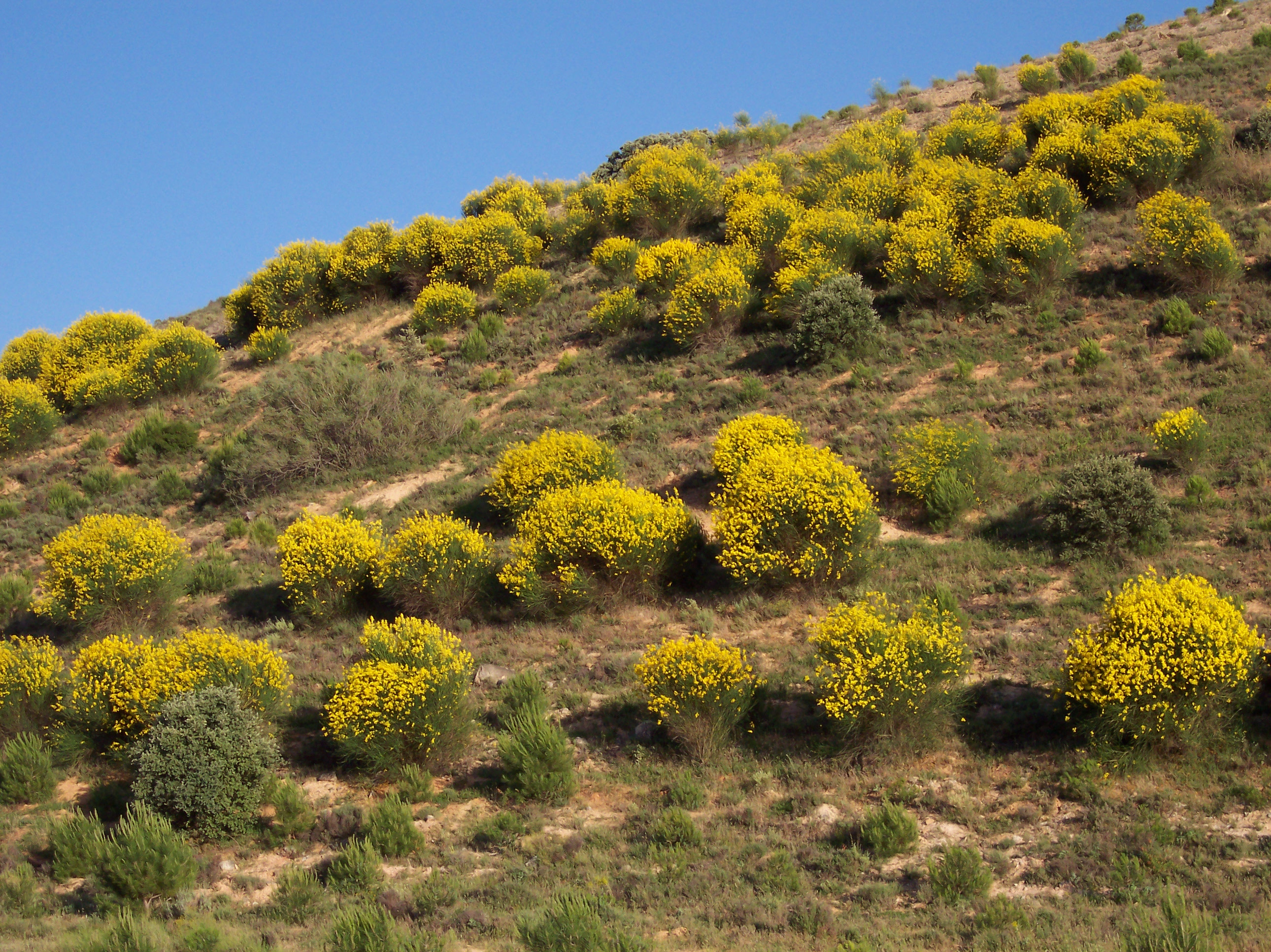

## Morfologia
PokrójKrzew o prętowatych pędach, osiągający do 3,5 m wysokości, najczęściej od 1 do 3 m. Pędy są okrągłe na przekroju, szarawo-zielone, słabo ulistnione lub bezlistne.
LiścieZredukowane do jednego listka i bardzo rzadko rozmieszczone wzdłuż pędów. Listek jest lancetowaty lub równowąski, o długości od 15 do 25 mm. Szybko opada – jeszcze wiosną.
KwiatyTworzą luźne grona na końcach młodych pędów, zebrane po 5–20. Są obupłciowe. Kielich ma do 7,5 mm długości. Korona osiąga 20–30 mm długości i jest złocistożółta. W typowym kwiecie motylkowym żagielek jest dłuższy od skrzydełek i łódeczki. Pręciki w liczbie 10 z nitkami zrośniętymi. Zalążnia siedząca, omszona, z wieloma zalążkami. Szyjka słupka odgięta, zwieńczona podługowatym znamieniem.
OwoceNagie, spłaszczone strąki długości 6,5 do 10 cm i szerokości 6–7,5 mm. Dojrzałe są czarne. Zawierają od 12 do 20 nasion.